# Mario Omar Méndez
Mario Omar Méndez (né le 11 mai 1938 en Uruguay) est un joueur de football international uruguayen, qui évoluait au poste de défenseur.

## Biographie

### Carrière en club
Avec le Club Nacional, il remporte un championnat d'Uruguay et joue une finale de Copa Libertadores.
Avec l'équipe de Peñarol, il remporte à nouveau un titre de champion et gagne en plus une Supercoupe intercontinentale.

### Carrière en sélection
Avec l'équipe d'Uruguay, il joue 22 matchs (pour un but inscrit) entre 1959 et 1968[réf. nécessaire]. 
Il figure dans le groupe des sélectionnés lors de la coupe du monde de 1962. Lors du mondial 1962 organisé au Chili, il joue trois matchs : contre la Colombie, la Yougoslavie et enfin l'URSS.
Il participe également au championnat sud-américain de 1959 (Équateur). La sélection uruguayenne remporte la compétition.

## Palmarès
| \| Club Nacional - Championnat d'Uruguay (1) : - Champion : 1963. - Copa Libertadores : - Finaliste : 1964. \| \| Peñarol - Championnat d'Uruguay (1) : - Champion : 1968. - Supercoupe intercontinentale (1) : - Vainqueur : 1969. \| |  | Uruguay - Championnat sud-américain (1) : - Vainqueur : 1959 (Équateur).                                          |
| Club Nacional - Championnat d'Uruguay (1) : - Champion : 1963. - Copa Libertadores : - Finaliste : 1964. |  | Peñarol - Championnat d'Uruguay (1) : - Champion : 1968. - Supercoupe intercontinentale (1) : - Vainqueur : 1969. |